# Penang FC
Der Penang Football Club ist eine Fußballmannschaft aus Batu Kawan, Malaysia. Aktuell spielt der Verein in der höchsten Liga des Landes, der Malaysia Super League.
Gegründet wurde das Team vom Fußballverband des Staates Penang, um sowohl den Staat als auch den Verband zu repräsentieren. Größter Erfolg waren bisher drei gewonnene Meisterschaften: 1982, 1998 und zuletzt 2001. Im Jahr 2008 entging man nur knapp dem Abstieg, als man mit drei Punkten Vorsprung auf den Letzten 12. der Liga wurde. 2010 stieg Penang FA als Tabellenletzter in die zweitklassige Premier League ab.

## Vereinserfolge

### National
- Malaysia Super League

Meister: 1982, 1998, 2001
Vizemeister: 1999, 2000
- Malaysia FA Cup

Sieger: 2002
Finalist: 1997, 2000
- Malaysia Cup

Sieger: 1953, 1954, 1958, 1974
Finalist: 1934, 1941, 1950, 1952, 1962, 1963, 1968, 1969, 1977
- Piala Sumbangsih

Sieger: 2003
- Malaysia FAM Cup

Sieger: 1952, 1955, 1956, 1957, 2013
Finalist: 1961, 1962, 1968
- Malaysia President Cup

Sieger: 2004
Finalist: 2015
- Piala Emas Raja-Raja

Sieger: 1951, 1956, 1966, 1968, 1969, 1986, 1998, 2002, 2017
Finalist: 1947, 1955, 1958, 1960, 1962, 1964, 1965, 1971, 1975, 1983, 1993, 2001, 2008
- Piala Agong

Sieger: 1998, 1999, 2000
Finalist: 1983, 2001

## Stadion
Der Verein trägt seine Heimspiele im Penang State Stadium in Penang aus. Das Stadion in Batu Kawan (South Seberang Perai District) hat ein Fassungsvermögen von 40.000 Zuschauern. Eigentümer der Sportstätte ist die Penang Development Corporation. Betrieben wird das Stadion vom Penang State Sports Council.
Koordinaten: 5° 15′ 39,1″ N, 100° 26′ 14,9″ O

## Trainer seit 1986
| Name                                                | Zeit bei Penang FA | Zeit bei Penang FA |
| Name                                                | von                | bis                |
| --------------------------------------------------- | ------------------ | ------------------ |
| Datuk M. Kuppan                                     | 1. Januar 1986     | 31. Dezember 1990  |
| Blagoje Bratić                                      | 1991               | 1993               |
| Mohd Bakar                                          | 1995               | 1996               |
| Moey Yoke Ham                                       | 1. Juli 1996       | 30. Juni 2000      |
| Irfan Bakti Abu Salim                               | 1. Juli 2000       | 30. Juni 2004      |
| Yunus Alif                                          | 1. April 2003      | 31. Dezember 2004  |
| Norizan Bakar                                       | 2005               |                    |
| Joseph Herel                                        | 2006               | 2007               |
| Mohd Bakar                                          | 2008               |                    |
| S. Veloo                                            | 2008               | 2009               |
| Jaino Matos                                         | 1. Juli 2008       | 30. Juni 2010      |
| Mohd Bakar Shukor Salleh Reduan Abdullah            | 2010               |                    |
| Robert Scully Shukor Salleh (Caretaker) Ahmad Yusof | 2011               |                    |
| Jánós Krécská                                       | 1. Dezember 2011   | 30. September 2012 |
| Merzagua Abderrazak                                 | Dezember 2012      | November 2013      |
| Devan Kuppusamy                                     | 1. Oktober 2013    | 31. Oktober 2014   |
| Jacksen F. Tiago                                    | 15. November 2014  | 5. April 2016      |
| Manzoor Azwira Abdul Wahid (Caretaker)              | April 2016         | Mai 2016           |
| Nenad Baćina                                        | 10. Mai 2016       | 30. November 2016  |
| Ashley Westwood                                     | 28. November 2016  | 19. März 2017      |
| Darren Read (Caretaker)                             | März 2017          |                    |
| Zainal Abidin Hassan                                | 1. April 2017      | 13. November 2018  |
| Ahmad Yusoffx                                       | Oktober 2018       | März 2019          |
| Kamal Kalid (Caretaker)                             | März 2019          |                    |
| Manzoor Azwira Abdul Wahid                          | April 2019         | ?                  |
| Tomas Trucha                                        | 4. Dezember 2020   | 29. April 2022     |
| Manzoor Azwira                                      | 29. April 2022     | 31. Mai 2022       |
| Zainal Abidin Hassan                                | 1. Juni 2022       | heute              |

## Beste Torschützen
| 1995 | John Hunter          | 10 |
| ---- | -------------------- | -- |
| 1999 | Azman Adnan          | 13 |
| 2002 | Gustavo Romero       | 14 |
| 2003 | Gustavo Romero       | 11 |
| 2004 | Vyacheslav Melnikov  | 16 |
| 2005 | José Ramirez Barreto | 15 |
| 2013 | Norizam Salaman      | 12 |
| 2014 | Lee Gil-hoon         | 17 |
| 2015 | Mohd Faiz Subri      | 10 |
| 2019 | Julián Bottaro       | 10 |
| 2020 | Casagrande           | 10 |
| 2021 | Casagrande           | 12 |

## Ausrüster und Sponsoren
| Jahr          | Ausrüster  | Trikotsponsor                                 |
| ------------- | ---------- | --------------------------------------------- |
| 2000          | Umbro      | Pensonic                                      |
| 2001 bis 2005 | Umbro      | Toray Pen-Group                               |
| 2006 bis 2007 | Lotto      | E&O                                           |
| 2008 bis 2009 | Specs      | TM                                            |
| 2010          | Joma       | TM                                            |
| 2011          | Eutag      | TM                                            |
| 2012          | Joma       | Allianz University College of Medical Science |
| 2013          | Joma       | Media Hiburan                                 |
| 2014 bis 2015 | Umbro      | Aspen Group                                   |
| 2016          | Umbro      | Penang Water Supply Corporation               |
| 2017          | Legea      | myPenang                                      |
| 2018          | Puma       | Penang State Government                       |
| 2019 bis 2020 | Stallion   | Penang State Government                       |
| 2021 bis 2022 | Puma       | Penang 2030                                   |
| 2023 bis 2024 | Kaki Jersi | Penang 2030                                   |

## Ehemalige bekannte Spieler
- Lutz Pfannenstiel (1993)

## Erläuterungen / Einzelnachweise
1. ↑  rsssf.org: Liste der Meister